# Liste der Biografien/Halb
Liste der Biografien |
Portal Biografien |
Personensuche
# |
A |
B |
C |
D |
E |
F |
G |
H |
I |
J |
K |
L |
M |
N |
O |
P |
Q |
R |
S |
T |
U |
V |
W |
X |
Y |
Z |
?
 
Ha |
Hd |
He |
Hi |
Hj |
Hk |
Hl |
Hm |
Hn |
Ho |
Hr |
Hs |
Ht |
Hu |
Hv |
Hw |
Hy
 
Haa |
Hab |
Hac |
Had |
Hae–Haf |
Hag |
Hah |
Hai |
Haj |
Hak |
Hal |
Ham |
Han |
Hao |
Hap |
Haq |
Har |
Has |
Hat |
Hau |
Hav |
Haw |
Hax |
Hay |
Haz
 
Hala |
Halb |
Halc |
Hald |
Hale |
Half |
Halg |
Halh |
Hali |
Halj |
Halk |
Hall |
Halm |
Halo |
Halp |
Hals |
Halt |
Halu |
Halv |
Halw |
Haly |
Halz
Die Liste der Biografien führt alle Personen auf, die in der deutschsprachigen Wikipedia einen Artikel haben. Dieses ist eine Teilliste mit 135 Einträgen von Personen, deren Namen mit den Buchstaben „Halb“ beginnt.

## Halb
- Halb, Fabio (* 1997), österreichischer Politiker (SPÖ)
- Halb, Karl (1888–1942), österreichischer Landwirt und Politiker (Landbund)

### Halba
- Halbach von der Phorten, Daniel (1581–1635), deutscher Mediziner
- Halbach, Andreas (* 1960), deutscher Journalist
- Halbach, Arnold (1787–1860), preußischer Konsul in Philadelphia
- Halbach, Axel Jonas (1934–2022), deutscher Diplom-Kaufmann, Schriftsteller und Künstler
- Halbach, Dieter, deutscher Eisschnellläufer
- Halbach, Gustav Hermann (1882–1958), deutscher Mundartdichter, Sprach- und Heimatforscher
- Halbach, Johann Arnold (1745–1823), deutscher Fabrikant
- Halbach, Klaus (1925–2000), deutscher Physiker
- Halbach, Kurt Herbert (1902–1979), deutscher Germanist
- Halbach, Uwe (* 1949), deutscher Kaukasus-Experte
- Halbach, Volker (* 1969), deutscher Architekt und Hochschullehrer
- Halbach, Wulf R. (1961–2009), deutscher Medien- und Kommunikationswissenschaftler
- Halbach-Bohlen, Juliet (1835–1919), deutsche Schriftstellerin
- Halban, Dési (1912–1996), österreichische Sängerin der Stimmlage Sopran
- Halban, George (1915–1998), österreichischer Schriftsteller aus der Familie Halban
- Halban, Hans von (1877–1947), österreichischer Chemiker (Physikalische Chemie)
- Halban, Hans von (1908–1964), französischer Kernphysiker
- Halban, Josef von (1870–1937), österreichischer Geburtshelfer und Gynäkologe
- Halban, Leo (1838–1897), polnischer Mediziner
- Halbartschlager, Michael (* 1992), österreichischer Fußballspieler
- Halbauer, Elizabeth (* 1997), US-amerikanische Tennisspielerin
- Halbauer, Erich (1889–1979), deutscher Maler und Radierer
- Halbauer, Rita, deutsche Fußballspielerin
- Halbauer, Volker (* 1955), deutscher Generalleutnant
- Halbax, Michael Wenzel (1661–1711), tschechisch-österreichischer Kirchenmaler

### Halbe
- Halbe, Anneliese (1894–1986), deutsche Schauspielerin und Theaterregisseurin
- Halbe, August (1912–1974), deutscher katholischer Priester
- Halbe, Bernd (* 1959), deutscher Rechtsanwalt
- Halbe, Bernhard (* 1958), deutscher Politiker (CDU), Bürgermeister der Stadt Schmallenberg
- Halbe, Jürgen (* 1953), deutscher Fußballspieler
- Halbe, Luise (1867–1957), Ehefrau des deutschen Schriftstellers Max Halbe
- Halbe, Markus (* 1966), deutscher Schauspieler
- Halbe, Max (1865–1944), deutscher SchriftstellerMax Halbe (1865–1944)

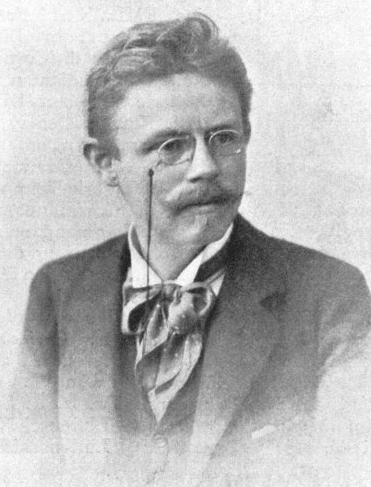
Max Halbe (1865–1944)

- Halbe, Rüdiger (1944–2018), deutscher Fußballspieler
- Halbe-Bauer, Ulrike (* 1949), deutsche Schriftstellerin und Übersetzerin
- Halbedel, Rainer-Maria (* 1948), deutscher Koch
- Halbeisen, Susanne (* 1986), österreichische Schriftstellerin
- Halben, Bella (* 1957), deutsche Kamerafrau
- Halben, Johannes (1829–1902), deutscher Lehrer und Politiker, MdHB, MdR
- Halber, Marco (* 1966), deutscher Neurologe und Ökonom, Professor für Betriebswirtschaftslehre
- Halberg, Franz (1919–2013), rumänisch-US-amerikanischer Begründer der Chronobiologie
- Halberg, Murray (1933–2022), neuseeländischer Leichtathlet
- Halberg, Samuil Friedrich (1787–1839), schwedisch-russischer Bildhauer des russischen Klassizismus und Hochschullehrer
- Halberg-Krauss, Fritz (1874–1951), deutscher Landschaftsmaler
- Halberkann, Josef (1880–1952), deutscher Apotheker und Chemiker
- Halberstadt, Arthur (1874–1950), österreichischer Volksliedsammler und -forscher
- Halberstadt, Ernst (1829–1895), deutscher Unternehmer und Politiker (DFP), MdR
- Halberstadt, Hans (1885–1966), deutscher Fechter, deutscher Meister und Olympiateilnehmer
- Halberstadt, Hans-Erich, deutscher Tenor
- Halberstadt, Heiner (1928–2021), deutscher Politiker (Die Linke) in Frankfurt am Main
- Halberstadt, Isaak Hakohen (1922–2001), israelischer Rabbiner und Schriftgelehrter
- Halberstadt, Joachim Friedrich von (1640–1692), magdeburgischer bzw. kursächsischer Oberschenk und Amtshauptmann
- Halberstadt, Max (1882–1940), deutscher PorträtfotografMax Halberstadt (1882–1940)

Max Halberstadt (1882–1940)

- Halberstadt, Mordechai (1686–1769), deutscher Rabbiner
- Halberstadt, Randy (* 1953), amerikanischer Jazzmusiker (Piano, Komposition)
- Halberstadt, Scott (* 1976), US-amerikanischer Schauspieler
- Halberstadt, Victor (1939–2024), niederländischer Wirtschaftswissenschaftler
- Halberstadt, Vitali (1903–1967), französischer Autor von Schachkompositionen
- Halberstadt, Wilhelmine (1776–1841), deutsche Pädagogin und Schriftstellerin
- Halberstädter, Ludwig (1876–1949), Radiologe und Onkologe
- Halberstam, Chaim (1793–1876), chassidischer Rabbiner
- Halberstam, David (1934–2007), US-amerikanischer Journalist und Schriftsteller
- Halberstam, Heini (1926–2014), britischer Mathematiker
- Halberstam, Jack (* 1961), US-amerikanischer Anglist, Hochschullehrer und Theoretiker im Bereich der Queer StudiesJack Halberstam (* 1961)

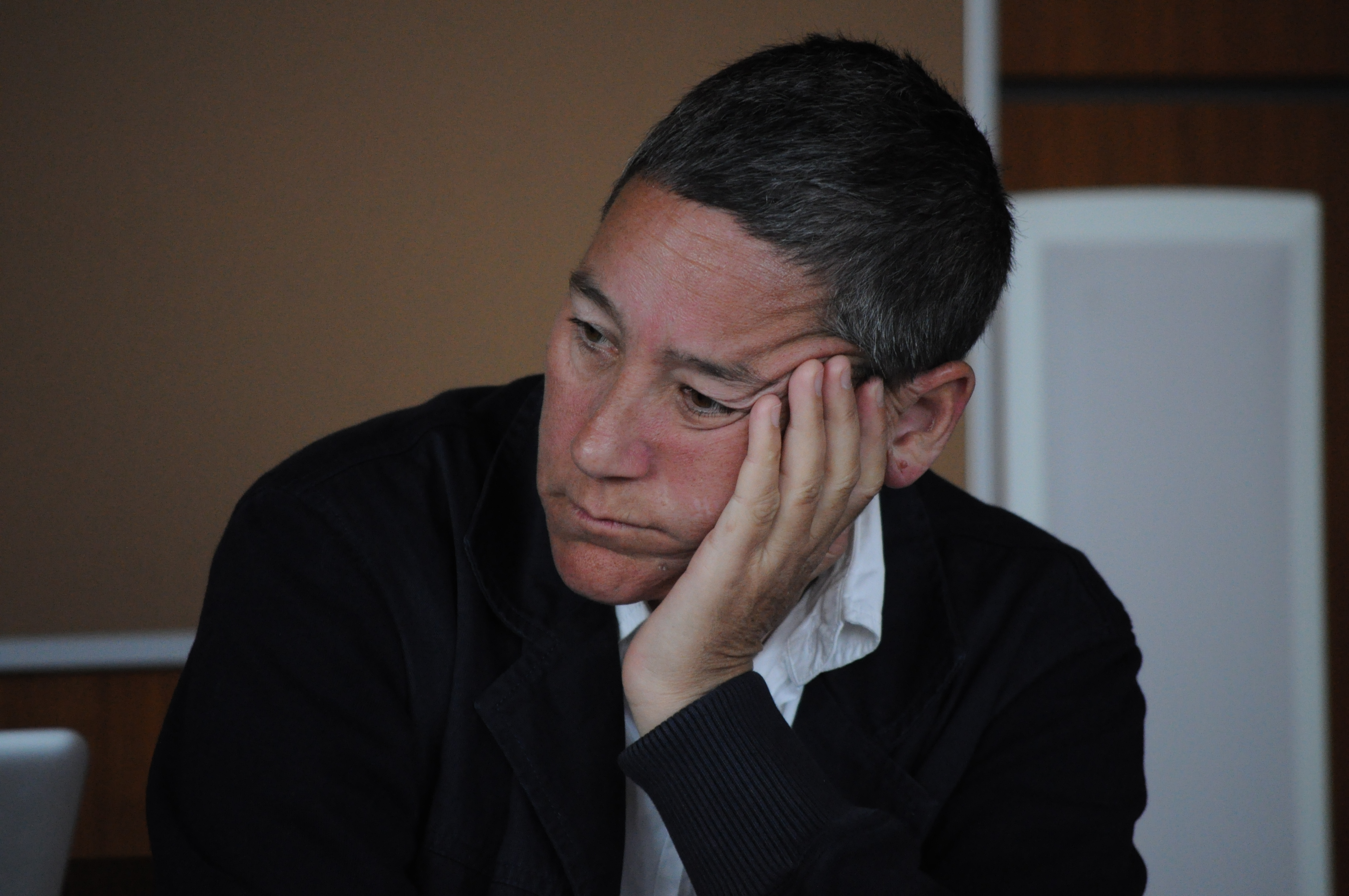
Jack Halberstam (* 1961)

- Halberstam, Jekusiel Jehuda (1905–1994), orthodoxer Rabbiner und Admor
- Halberstam, Myriam (* 1962), amerikanische Kinderbuchautorin und Verlegerin in Berlin
- Halbert, Kelby (* 1990), kanadischer Skirennläufer
- Halbert, Nathanael (* 1995), britischer Eishockeyspieler
- Halbertal, Mosche (* 1958), israelischer Philosoph
- Halbertsma Justuszoon, Hidde (1820–1865), niederländischer Mediziner
- Halbertsma, Eeltsje Hiddes (1797–1858), niederländisch-friesischer Schriftsteller
- Halbertsma, Justus Hiddes (1789–1869), niederländisch-friesischer Philologe und mennonitischer Prediger
- Halbertsma, Ruurd B. (* 1958), niederländischer Klassischer Archäologe
- Halbertsma, Tjalling (1841–1898), niederländischer Gynäkologe und Geburtshelfer
- Halbey, Friedrich (1797–1870), Landtagsabgeordneter Herzogtum Nassau
- Halbey, Hans Adolf (1922–2003), deutscher Dichter und Lyriker

### Halbf
- Halbfas, Brigitte (* 1967), deutsche Ökonomin, Gleichstellungsbeauftragte der Bergischen Universität Wuppertal
- Halbfas, Hubertus (1932–2022), deutscher katholischer Theologe und ReligionspädagogeHubertus Halbfas (1932–2022)

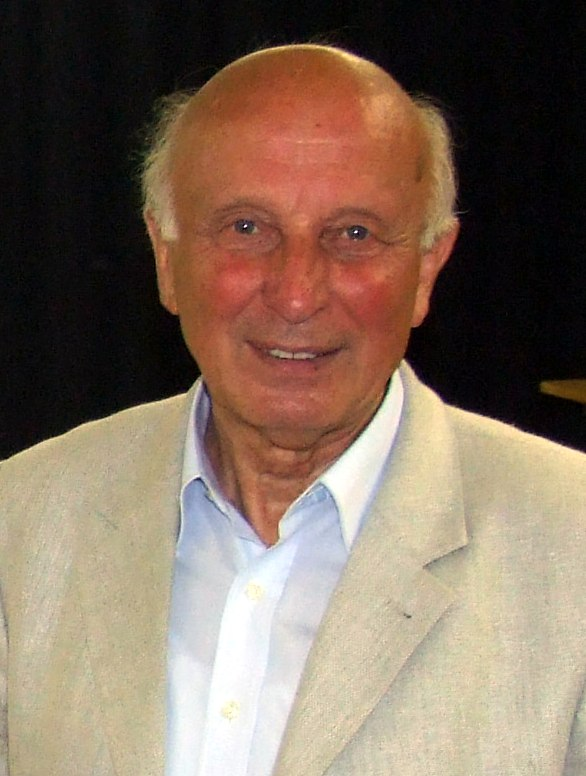
Hubertus Halbfas (1932–2022)

- Halbfaß, Wilhelm (1856–1938), deutscher Hydrogeograph
- Halbfass, Wilhelm (1940–2000), deutscher Indologe
- Halbfell, August (1889–1965), deutscher Politiker (SPD), MdL

### Halbg
- Halbgewachs, Jayden (* 1997), kanadischer Eishockeyspieler

### Halbh
- Halbheer, Cornelia (* 1992), Schweizer Leichtathletin
- Halbheer, Emil (1910–1978), deutscher Maler und Grafiker
- Halbheer, Marc (* 1965), Schweizer Jazzmusiker
- Halbheer, Michelle (* 1985), Schweizer Buchautorin
- Halbherr, Federico (1857–1930), italienischer Archäologe und Epigraphiker
- Halbhuber, Paul (1909–1995), deutscher Bildhauer

### Halbi
- Hälbich, Eduard (1836–1888), deutscher Kaufmann und Unternehmer
- Halbig, Andreas (1807–1869), deutscher Bildhauer
- Halbig, Bernhard (1913–1983), deutscher Buchhändler und Verbandsfunktionär
- Halbig, Fabian (* 1992), deutscher Filmschauspieler und Musiker
- Halbig, Johann (1814–1882), deutscher Bildhauer und Hochschullehrer
- Halbig, Johannes (* 1989), deutscher Rockmusiker
- Halbig, Karin (* 1955), deutsche Politikerin (CSU), MdL
- Halbig, Karl (1914–1987), deutscher Friseur, Präsident der Handwerkskammer für Mittelfranken und Senator (Bayern)
- Hälbig, Klaus W. (* 1951), deutscher katholischer Theologe und Autor
- Halbik, Herbert (* 1945), österreichischer Schauspieler und KinderdarstellerHerbert Halbik (* 1945)

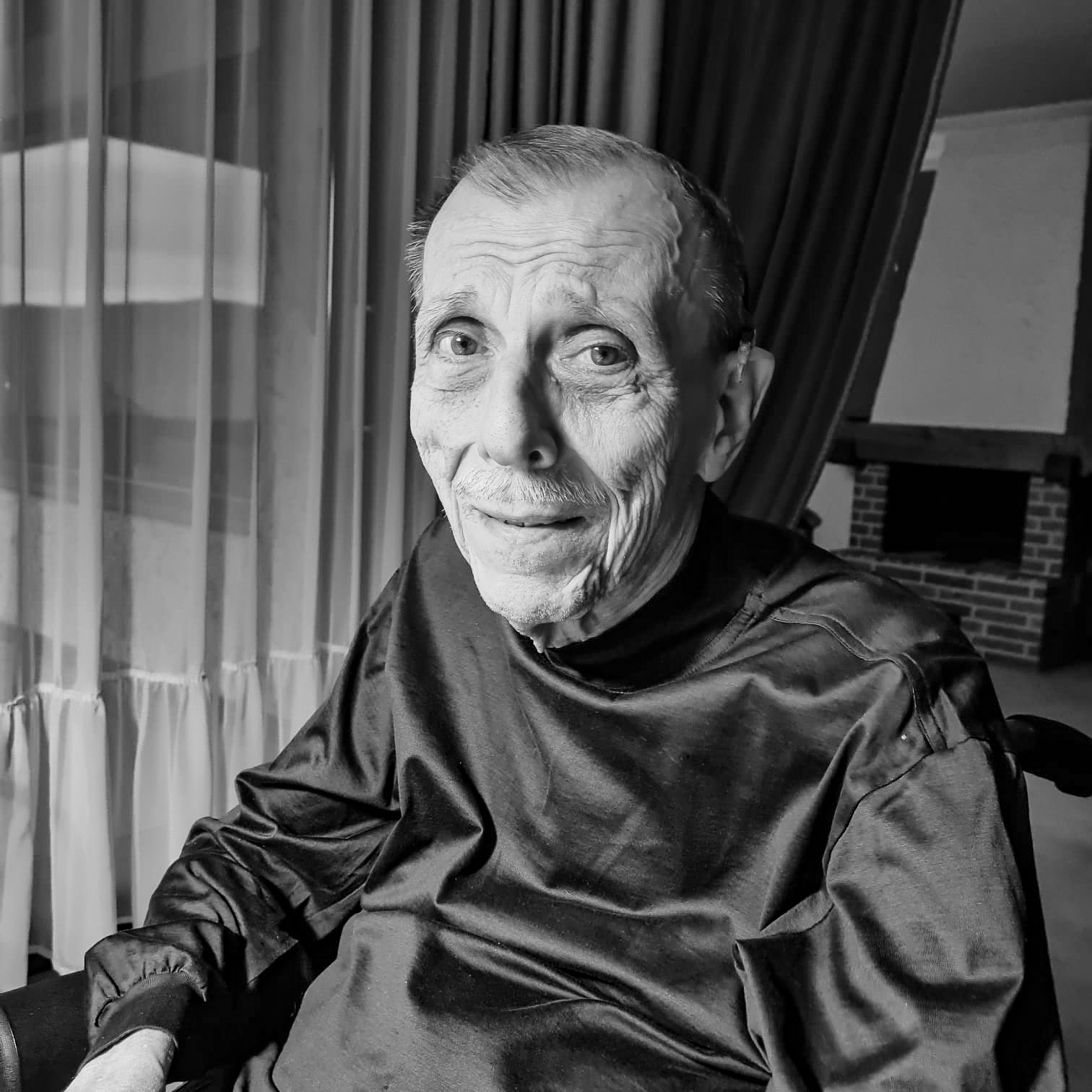
Herbert Halbik (* 1945)

- Halbinger, Johannes (* 1995), deutscher Poolbillardspieler
- Halbisen, Heinrich, Basler Geschäftsmann und Politiker

### Halbl
- Halbleib, Caspar (* 1798), ungarndeutscher Kirchenmusiker und Komponist
- Halbleib, Volkmar (* 1964), deutscher Politiker (SPD), MdL

### Halbm
- Halbmayer, Ernst (* 1966), österreichischer Kultur- und Sozialanthropologe und Ethnologe
- Halbmayer, Karl, österreichischer Beamter im Bundesministerium für Verkehr
- Halbmayr, Alois (* 1961), österreichischer Theologe und Hochschullehrer
- Halbmayr, Brigitte (* 1965), österreichische Soziologin und Politikwissenschaftlerin
- Halbmayr, Josef (* 1955), österreichischer Manager
- Halbmeyr, Johann, deutscher Kirchenlieddichter

### Halbo
- Halbouni, Belal (* 1999), syrisch-kanadischer Fußballspieler
- Halbouni, Manaf (* 1984), syrisch-deutscher Künstler
- Halbout du Tanney, Georges (1895–1986), französischer Bildhauer
- Halbout, Clémence (* 1990), französische Inline-Speedskaterin

### Halbr
- Halbrainer, Heimo (* 1963), österreichischer Historiker, Publizist und Hochschullehrer
- Halbreich, Harry (1931–2016), belgischer Musikwissenschaftler
- Halbreich, Kathy (* 1949), US-amerikanische Kuratorin und Museumsdirektorin
- Halbreiter, Adolf (1839–1898), deutscher Kunsthandwerker, insbesondere Gold- und Silberschmied, Ziseleur und Entwerfer
- Halbreiter, Bernhard (1881–1940), deutscher Bildhauer und Grafiker
- Halbreiter, Ulrich (1812–1877), deutscher Maler und Silberarbeiter
- Halbritter, Gerhard (1908–2002), deutscher Bildhauer, Zeichner und Grafiker
- Halbritter, Johann (1560–1627), deutscher Jurist
- Halbritter, Johann (1927–2014), österreichischer Politiker (ÖVP), Landtagsabgeordneter im Burgenland
- Halbritter, Kurt (1924–1978), deutscher satirischer Zeichner und Karikaturist
- Halbritter, Ray (* 1951), US-amerikanischer Manager, Chief Executive Officer (CEO) der Oneida Nation
- Halbritter, Walter (1927–2003), deutscher Politiker (SED), MdV, Minister und Leiter des Amtes für Preise in der DDR
- Halbrock, Christian (* 1963), deutscher Historiker und wissenschaftlicher Mitarbeiter beim Bundesbeauftragten für die Stasi-Unterlagen
- Halbrook, Stephen (* 1947), US-amerikanischer Jurist und Autor

### Halbs
- Halbsguth, Ruth (1916–2003), deutsche Schwimmerin
- Halbsuter, Hans, Luzerner Bürger und mutmasslich Dichter des Sempacherliedes

### Halbu
- Halburian, Armen (1933–2011), US-amerikanischer Jazz- und Studiomusiker

### Halbw
- Halbwachs, Aurélie (* 1986), mauritische Radrennfahrerin
- Halbwachs, Jeanne (1890–1980), französische Pazifistin und Feministin
- Halbwachs, Maurice (1877–1945), französischer SoziologeMaurice Halbwachs (1877–1945)

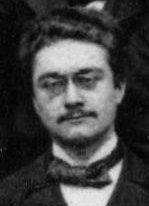
Maurice Halbwachs (1877–1945)

- Halbwidl, Lea (* 1981), österreichische Politikerin (SPÖ)